# Partido judicial de Trujillo
El partido judicial de Trujillo  es el partido judicial n.º 5 de la provincia de Cáceres y uno de los siete partidos judiciales de la dicha provincia, en la comunidad autónoma de  Extremadura (España). Constituido a principios del siglo XIX con 19 municipios, son 22 los que lo forman en la actualidad.
La sede de los juzgados de primera instancia e instrucción está en la plaza Mayor de Trujillo. En el resto de municipios del partido judicial se encuentran los juzgados de paz.

## Localidades
Los municipios que pertenecen al partido judicial son los siguientes:
- Aldea-Centenera
- La Aldea del Obispo
- La Cumbre
- Conquista de la Sierra
- Deleitosa
- Escurial
- Garciaz
- Herguijuela
- Ibahernando
- Jaraicejo
- Madroñera
- Miajadas
- Plasenzuela
- Puerto de Santa Cruz
- Robledillo de Trujillo
- Ruanes
- Santa Ana
- Santa Cruz de la Sierra
- Santa Marta de Magasca
- Torrecillas de la Tiesa
- Trujillo
- Villamesías